# Bertram van Minden
Bertram van Minden (in of rond Minden, ca. 1340 – Hamburg, 1414 of 1415), veelal Meester Bertram genoemd, was een Duits kunstschilder uit de periode van de gotiek.
Men vermoedt dat hij enige tijd in Praag heeft doorgebracht aan het hof van koning Karel IV van het Heilige Roomse Rijk. Daar zou Bertram beïnvloed zijn door Boheemse stijlen, alsook kennis hebben gemaakt met de Italiaanse schilderkunst van onder anderen Giotto, die zo de Noord-Duitse schilderkunst heeft beïnvloed.
Een belangrijk werk is het Grabower altaar dat gemaakt werd voor de St.-Petri-Kirche in Hamburg. Bekend zijn ook Bertrams Passie-altaar voor de Sint-Johanneskerk van Hamburg en het Buxtehuder altaar.
- Bibliothèque nationale de France: cb119963240 (data)
- Gemeinsame Normdatei: 118510118
- International Standard Name Identifier: 0000 0000 7969 2214
- Library of Congress Control Number: n84158631
- Nationale Bibliotheek van Letland: 000217409
- Nationale Bibliotheek van Tsjechië: xx0099393
- Nationale Bibliotheek van Israël: 987007279232505171
- Nederlandse Thesaurus van Auteursnamen: 072289139
- RKD-Nederlands Instituut voor Kunstgeschiedenis: 220347
- Système universitaire de documentation: 028050088
- Union List of Artist Names: 500023793
- Virtual International Authority File: 20609
- WorldCat: E39PBJkTbRvjwxQgMVMrqQycfq